# Herba menuda
L'herba menuda o herba torçonera (Artemisia alba), és una espècie de planta amb flors del gènere Artemisia de la família de les asteràcies nativa d'Europa i del nord-oest d'Àfrica. També se l'anomena botja, botja negra, donzell, herba saüquera i torçonera.

## Morfologia

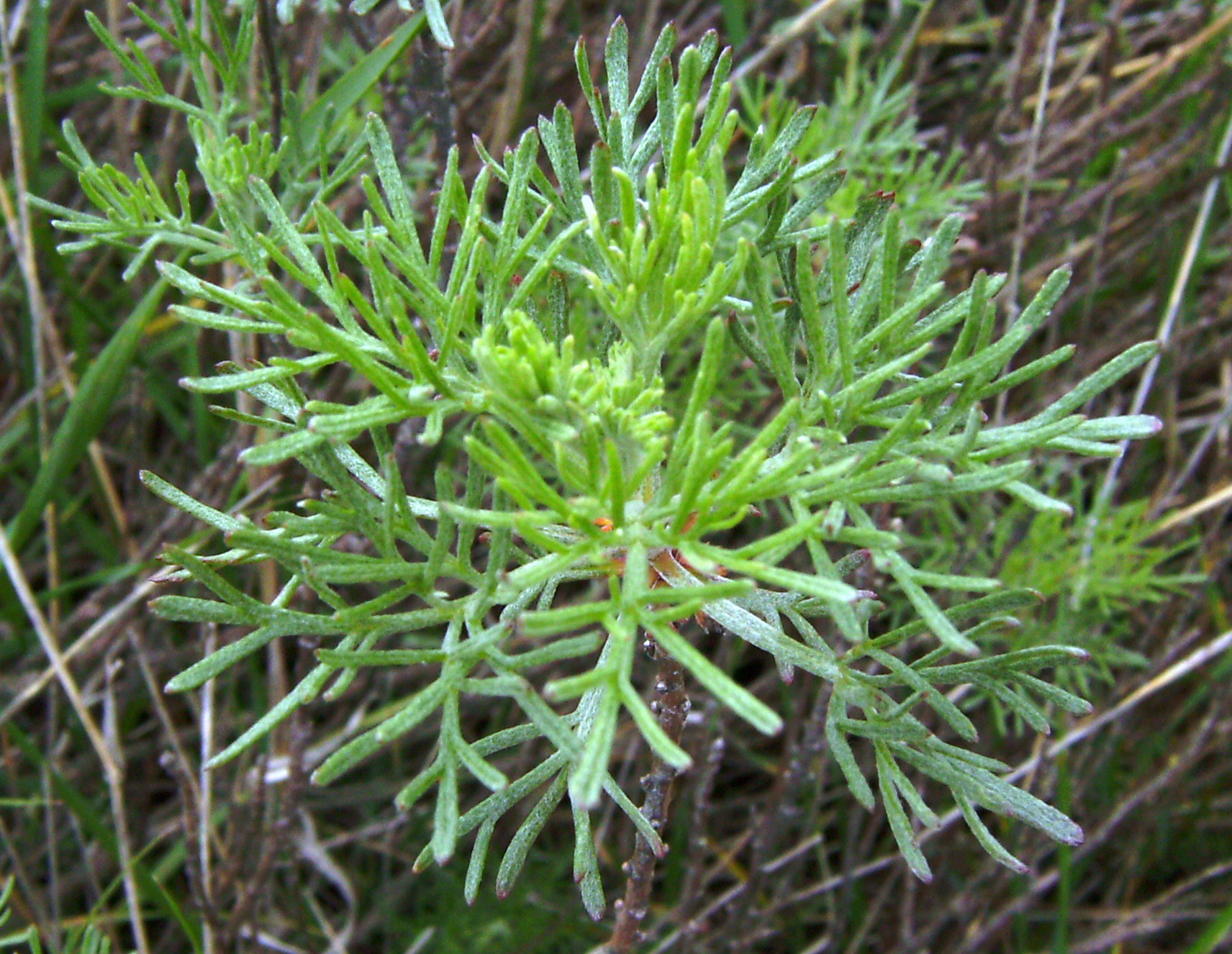
Detall de l'herba torçonera a Castelltallat

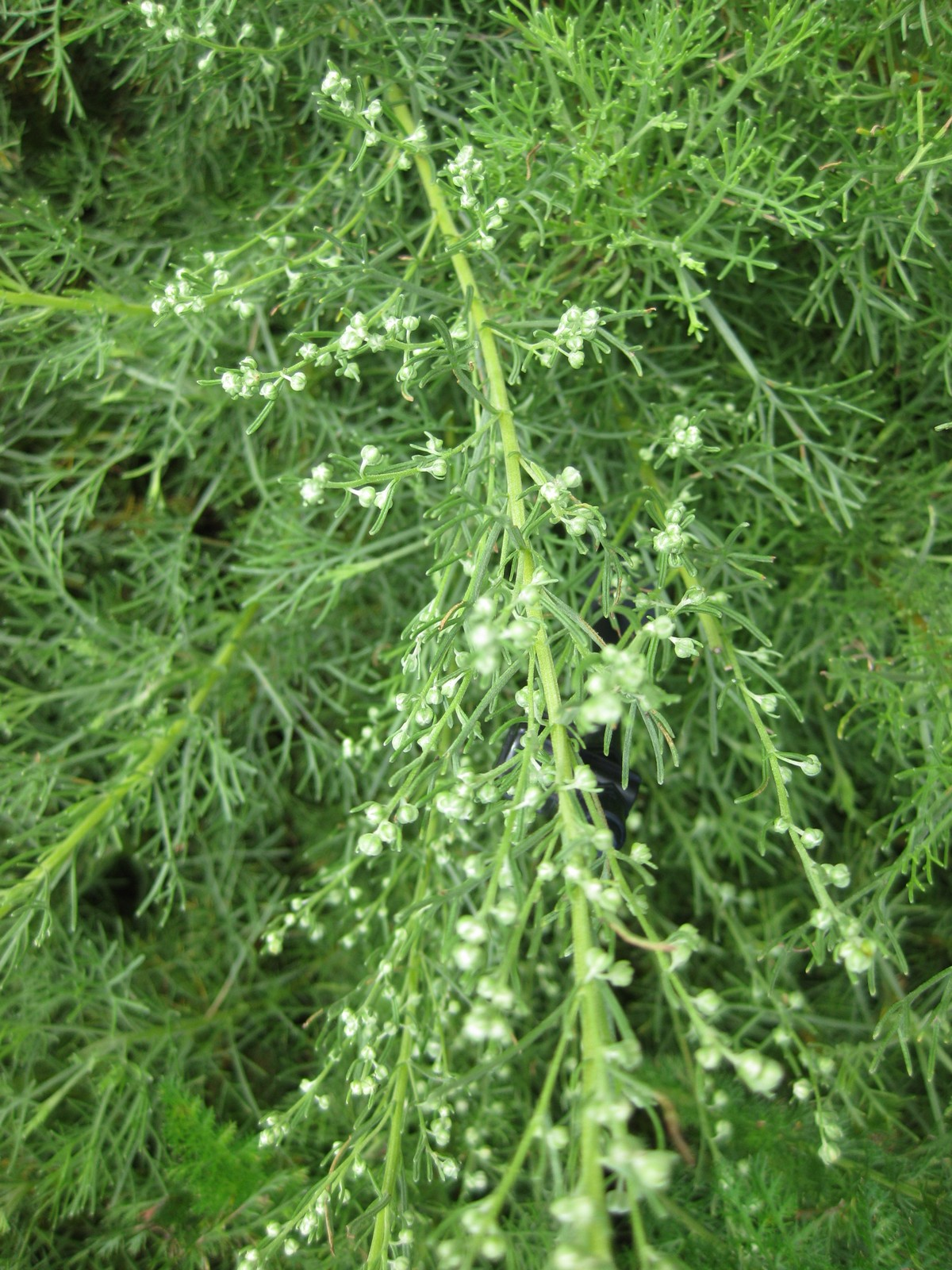
Fullatge

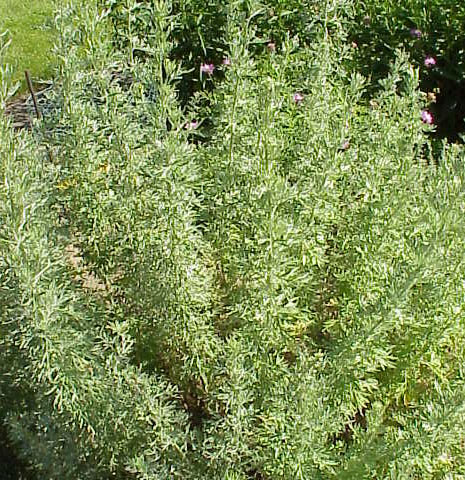
Vista de la planta

Camèfit de 30 a 100 cm d'alt. És una mata verdosa o blanquinosa ramificada, amb fulles 1-2 pinnatisectes d'1 a 3 cm de llargària i de poc més d'1 mm d'amplària; es desenvolupen de manera alterna i són glabrescents. Tiges floríferes més o menys simples i erectes, capítols de 3 a 4 mm en raïms simples o en panícules només amb algunes ramificacions a la part inferior. Les inflorescències són poc folioses. Bràctees involucrals ordinàriament tomentoses. Floreix de setembre a octubre. Fa olor camforada.

## Hàbitat
Se la pot trobar en garrigues, brolles, llocs rocosos i pastures seques. Als Països catalans es troba a Catalunya i al País Valencià, però no a les Balears, des dels 850 m fins als 1.650 m d'altitud.

## Taxonomia
Aquest tàxon va ser publicat per primer cop l'any 1764 al Giornale d'Italia spettante alla scienza naturale pel botànic italià Antonio Turra.

### Subespècies
Dins d'aquesta espècie es reconeixen les següents subespècies:
- Artemisia alba subsp. alba
- Artemisia alba subsp. chitachensis
- Artemisia alba subsp. glabrescens (Willk.) Valdés Berm.
- Artemisia alba subsp. kabylica (Chabert) Greuter